# Bob du Pac
 (novembre 2019).
Bob du Pac, né Jean-Henri du Pac de Marsoulies le 9 avril 1926 à Paris et mort le 7 juillet 1978 à Saint-Cyr-l'École, est un chanteur, humoriste, et compositeur français. Il signe également Armand Dugabé et Henry-Jean Marsouly.

## Biographie
Son père est l'un des amants de Lucienne Boyer. La famille est apparentée à Maurice du Pac de Marsoulies, un avocat qui assura de donner une façade légale et une respectabilité à la mafia de Shangaï dans les années 1920.

### Parcours professionnel
Il débute sur scène pendant son service militaire dans le théâtre des armées de Saïgon. Il parcourt ensuite les cabarets de la rive gauche de Paris où il donne des chansons et des sketchs. Il fait débuter son ami Jean Yanne lors du début de sa carrière dans les années 50.
Il est l'auteur de plusieurs chansons dont Tu vis ta vie mon cœur de Charles Aznavour ou Est-ce que tu m'aimeras ? sur une musique de Jean-Louis Chauby en 1966 pour le premier album de Mireille Mathieu, En direct de l'Olympia.